# La Bóveda de Toro
La Bóveda de Toro är en ort i Spanien.   Den ligger i provinsen Provincia de Zamora och regionen Kastilien och Leon, i den centrala delen av landet, 180 km nordväst om huvudstaden Madrid. La Bóveda de Toro ligger 704 meter över havet och antalet invånare är 872.
Terrängen runt La Bóveda de Toro är huvudsakligen platt. La Bóveda de Toro ligger nere i en dal. Runt La Bóveda de Toro är det glesbefolkat, med 12 invånare per kvadratkilometer. Närmaste större samhälle är Toro, 20,0 km norr om La Bóveda de Toro. Trakten runt La Bóveda de Toro består till största delen av jordbruksmark.